# Pedro Étienne Solère
Pedro Étienne Solère  (Mont-Louis, Pyreneeën, 4 april 1753  – Parijs, 1817) was een Frans componist, muziekpedagoog en klarinettist.

## Levensloop
Solère kreeg al als klein jongetje klarinetles. Hij was zeer getalenteerd en hij werd al op 14-jarige leeftijd lid van het Muziekkorps van het Infanterie-regiment. Om zijn vakbekwaamheid te voltooien studeerde hij in Parijs verder bij de befaamde Michel Yost. In 1784 presteerde hij een grandioos concert op het Concert Spirituél, zodat hij middelbaar van de hertog Lodewijk Filips I van Orléans aangeworven en in dienst genomen werd.  
Hij maakte concertreizen in Italië, Spanje en Rusland en kreeg nu internationale faam. Nadat de hertog overleden was, werd Solère 1e klarinettist in het orkest van de Franse Koning. Met deze reputatie werd hij ook in het in 1795 opgerichte Conservatoire national supérieur de musique in Parijs. Hij was bevriend met François Devienne en deze vriendschap had ook invloed op zijn creatief werk. 
Van zijn composities zijn vandaag nog de werken voor klarinet bekend.

## Composities

### Werken voor orkest
- Concert in Es-groot, voor klarinet en orkest
- Concert in Es-groot, voor twee klarinetten en orkest
- Concerto espagnol in Bes-groot, voor twee klarinetten en orkest

### Kamermuziek
- Fantasie Nr. 2, voor klarinet, cello (ad. lib.) en piano

- Bibliothèque nationale de France: cb13929799j (data)
- Gemeinsame Normdatei: 117460540
- International Standard Name Identifier: 0000 0000 8383 596X
- Library of Congress Control Number: n87106763
- MusicBrainz: cc923364-47a9-491a-8215-c396fdde5a8b
- Virtual International Authority File: 54335300
- WorldCat: E39PBJkXBfmfvD6BvDV9qWfDv3